# Церкви Мурованокуриловецького району
Церкви Мурованокуриловецького району — перелік православних церков Мурованокуриловецького району Вінницької області, Мурованокуриловецьке Благочиння, Могилів-Подільська єпархія.
| Назва                               | Фото | Адреса                                   | Роки будівництва та відновлення | Примітки                                                            |
| Церква Різдва Пресвятої Богородиці  |      | смт. Муровані Курилівці, вул. Соборна, 1 | 1781 р., 1889 р., 1991 р.       | Архітектор В. В. Сазонов                                            |
| Церква Покрова Богородиці           |      | с. Вербовець, вул. Кірова, 18            | 1833 р.                         | Архітектурна пам'ятка місцевого значення                            |
| Церква Різдва Богородиці            |      | с. Вінож, вул. Радянська, 7              | 1854 р.                         | Арх. пам'ятка місц. значення                                        |
| Церква святої Парасковії            |      | с. Долиняни,                             |                                 |                                                                     |
| Церква Вознесіння Господнього       |      | с. Дружба                                |                                 | на цьому місці була церква 1730 р.                                  |
| Церква Успіння Богородиці           |      | с. Жван                                  | 1942 р.                         |                                                                     |
| Михайлівська церква                 |      | с. Житники, вул. Жовтнева, 43            | 1886 р.                         | Арх. пам'ятка місц. значення                                        |
| Церква Олександра Невського         |      | с. Знаменівка, вул. Леніна, 39           | XVIII ст.                       | дерев'яна, Арх. пам'ятка місц. значення                             |
| Свято-Миколаївська церква           |      | с. Котюжани, вул. Червонопрапорна, 2     | 1701, 1990 р.                   |                                                                     |
| Дзвіниця Свято-Миколаївської церкви |      | с. Котюжани, вул. Червонопрапорна, 2     | 2-га половина XIX ст.           | Арх. пам'ятка національного значення                                |
| Свято-Успенська церква              |      | с. Курашівці                             | 05.09.2015                      |                                                                     |
| Церква Архістратига Михаїла         |      | с. Лучинчик                              | 2018 р.                         | розпис Михайло Довгань, Василь Рижий, Наталя Лавренюк, Дмитро Рижий |
| Церква с.Михайлівці                 |      | с. Михайлівці                            |                                 |                                                                     |
| Церква Дмитрія Солунського          |      | с. Плоске                                | 1717 р., 1994 р.                |                                                                     |
| Миколаївська Церква                 |      | с. Привітне                              | XIX ст.                         |                                                                     |
| Церква Різдва Пресвятої Богородиці  |      | с. Снітків, православне кладовище        | 1990 р.                         |                                                                     |
|                                     |      |                                          |                                 |                                                                     |